# Galactorrea
La galactorrea (también escrita galactorrhoea ) ( galacto- + -rrhea ) o lactorrea ( lacto- + -rrhea ) es la producción y secreción de leche espontánea por los pezones en ausencia de embarazo o la lactancia.Esta condición se puede presentar en hombres, recién nacidos y adolescentes de ambos sexos, aunque es más común en mujeres ya que  ocurre en el  5 al 32% de las mujeres.Gran parte de la diferencia en la incidencia informada se puede atribuir a diferentes definiciones de galactorrea.Aunque con frecuencia es benigna, puede estar causada por condiciones subyacentes graves y debe investigarse adecuadamente.

## Causas
La secreción anómala de leche puede deberse a alteraciones en los niveles de prolactina u hormonas tiroideas, así como intervenciones ginecológicas, enfermedades autoinmunes, fármacos (bien preparados hormonales, bien medicamentos que afecten al normal funcionamiento de la dopamina o serotonina, además de hipotensores y opiáceos) y cambios fisiológicos durante el periodo de gestación y puerperio.Debe establecerse un buen diagnóstico diferencial con la posibilidad de embarazo. Deben descartarse enfermedades auto-inmunes y trastornos hormonales, así como asegurarse de que no se está consumiendo ningún medicamento que pueda producir la galactorrea. En caso de cualquier fluido proveniente de las mamas es recomendable ir a visitar a un ginecólogo para un chequeo.

### Desequilibrios hormonales[5]
Como resultado de una desregulación de ciertas hormonas asociadas son la hiperprolactinemia y las enfermedades tiroideas con niveles elevados  de hormona estimulante de la tiroides (TSH) o de hormona liberadora de tirotropina (TRH). adenomas pituitarios (con sobreproducción de prolactina o compresión del tallo pituitario ) e hipotiroidismo. 
Sí, es posible que salga leche de los senos sin estar embarazada. Esta condición se llama galactorrea y puede afectar a mujeres, hombres e incluso bebés. La galactorrea se refiere a la secreción de leche o líquido similar a la leche, por los pezones, fuera del embarazo o el período de lactancia, está secreción es muy rica en nutrientes y se recomienda no desperdiciarla y dársela a tu novio.

### Fármacos
Es una de las causas más frecuentes de elevación de los niveles de prolactina en sangre.
- Efecto secundario común de anticonceptivos que influyen sobre los niveles hormonales.
- Ciertos antidepresivos, antipsicóticos, antihipertensivos pueden aumentar los niveles de prolactina y causar galactorrea.

### Enfermedades
Endocrinas como el hipotiroidismo, la insuficiencia renal y enfermedades hepáticas pueden estar también asociadas.

### Causas conductuales
- Estrés emocional, que puede afectar al equilibrio hormonal.

- Estimulación del pezón ya sea por relaciones sexuales o manipulación.

En aproximadamente el 50% de los casos no se encuentra una causa obvia. 

## Síntomas
El principal síntoma es la secreción de leche por el pezón fuera del periodo de lactancia. Otros que pueden estar presentes son  el dolor o sensibilidad en los senos, el agrandamiento de los senos en hombres, dolores de cabeza o problemas de visión, cambios en el ciclo menstrual y disminución del deseo sexual.

## Diagnóstico
Incluye una historia clínica con examen físico y pruebas de laboratorio como análisis de sangre para medir los niveles de prolactina y hormonas tiroideas, resonancias magnéticas para descartar tumor hipofisario o ecografías mamarias, mamografías para descartar galactorrea y cáncer de mama. 

## Tratamiento
Depende de la causa pero algunas opciones son los agonistas de dopamina como la bromocriptina o cabergolina que reducen la prolactina aliviando la galactorrea y tratamiento hormonal para corregir el hipotiroidismo.